# María Eufrasia Pelletier
Rosa Virginia Pelletier (Noirmoutier-en-l'Île, 31 de julio de 1796-Angers, 24 de abril de 1868), más conocida como María Eufrasia o también como María de Santa Eufrasia, fue una religiosa católica francesa, fundadora de la Congregación de Nuestra Señora de la Caridad del Buen Pastor, venerada como santa en la Iglesia católica, cuya memoria se celebra el 24 de abril.

## Biografía
Rosa Virginia Pelletier nació en 1796, en la isla de Noirmoutier, frente a la costa de Bretaña, donde sus padres se habían refugiado cuando el levantamiento de La Vendée. Realizó sus primeros estudios en Tours,allí conoció la Orden de Nuestra Señora de la Caridad, en la que ingresó en 1814, tomando el nombre de María de Santa Eufrasia. Con solo veintinueve años fue elegida superiora del monasterio de Tours. Con tal cargo, fue llamada a fundar un monasterio en Angers, desde el cual se abrieron varias filiales. El refugio de dicha ciudad era conocido como el refugio del Buen Pastor. Con el permiso del papa Gregorio XVI, la religiosa separó el monasterio de Angers y su filiales de la Orden de la Caridad y fundó, en 1835, una congregación independiente de vida apostólica y centralizada con el nombre de Congregación de Nuestra Señora de la Caridad del Buen Pastor. Junto a ellas fundó una sección de la congregación de hermanas dedicadas a la contemplación.
Luego de dedicarse a la expansión y organización del instituto, María Eufrasia murió en 1868. Para la fecha, la congregación contaba con 2.760 religiosas y 120 comunidades presentes en todo el mundo.

## Culto

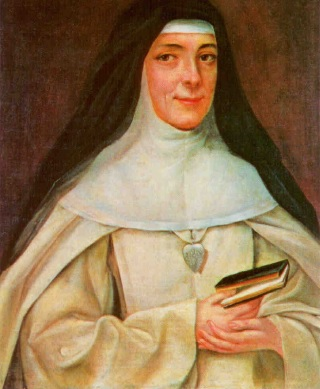
Estampa devocional de María Eufrasia (finales del)

María Eufrasia gozaba, en vida, de fama de santa. La diócesis de Angers introdujo el proceso informativo en pro de su beatificación. Terminado el proceso diocesano fue enviado a Roma. El 11 de diciembre de 1897, el papa León XIII, mediante decreto de virtudes la declaró venerable. Fue beatificada el 30 de abril de 1933 y canonizada el 2 de mayo de 1940 por el papa Pío XII. Sus restos se veneran en la iglesia del Buen Pastor de la casa madre de la congregación por ella fundada. La Iglesia católica celebra su fiesta el 24 de abril, fecha en que el Martirologio romano lee su elogio.